# Alfred Landecker Foundation
Die Alfred Landecker Foundation ist die im Juni 2019 gegründete Stiftung der Unternehmerfamilie Reimann. Sie hat ihren Sitz in Ludwigshafen am Rhein und ein Büro in Berlin. Die ehemalige „Benckiser Stiftung Zukunft“ wurde in die Alfred Landecker Foundation überführt.

## Ziele der Stiftung
Die Stiftung wurde von den Geschwistern Renate Reimann-Haas und Wolfgang Reimann sowie deren Adoptivgeschwister Stefan Reimann-Andersen und Matthias Reimann-Andersen im Jahr 2019 gegründet mit dem Ziel, das Andenken an die Verfolgten und Opfer des Nationalsozialismus zu fördern, über den Holocaust aufzuklären sowie politisch, rassisch oder religiös Verfolgte zu unterstützen. Weitere Zwecke sind unter anderem die Förderung von Wissenschaft und Forschung sowie die Förderung des demokratischen Staatswesens. Die Stiftung unterstützt ausgewählte Forschungs-, Bildungs- und Sensibilisierungsprojekte und pflegt Partnerschaften mit führenden Institutionen aus Wissenschaft und Zivilgesellschaft in den Themenfeldern Geschichte und Erinnerung, jüdisches Leben, Antisemitismus und Demokratie.
Mit der Stiftung hat die Familie Reimann einen Spendenfonds in Höhe von zehn Millionen Euro eingerichtet für humanitäre Hilfe für Überlebende des Holocaust. Außerdem hat die Familie Reimann der Stiftung im Gründungsjahr 2019 250 Millionen Euro über zehn Jahre zur Verfügung gestellt. Geplant ist ein fortlaufendes Engagement auf unbestimmte Zeit.

## Geschichte
Alfred Landecker (1884–1942) war ein deutsch-jüdischer Buchhalter. Seine Ehefrau Maria Geßner († 1933) war katholischen Glaubens. Aus der Ehe stammten die drei Kinder Wilhelm, Gerda und Emilie, die Landecker nach der Machtergreifung durch die Nationalsozialisten im Jahre 1933 katholisch taufen ließ. Landecker wurde 1942 in ein Ghetto im vom Deutschen Reich besetzten Polen deportiert, wo er kurz darauf ermordet wurde.
Landeckers Tochter Emilie (1922–2017) sorgte nach dem Tod des Vaters für ihre zwei Geschwister und arbeitete bis zum Jahr 1965 für die von Johann Adam Benckiser gegründete Firma Joh. A. Benckiser GmbH, die von Albert Reimann sen. und Albert Reimann jun. geleitet wurde. Aus ihrer langjährigen Beziehung mit dem verheirateten Reimann jun. stammten die drei Kinder Renate Reimann-Haas, Wolfgang Reimann und Andrea Reimann-Ciardelli. Es ist unklar, ob Reimann Kenntnis über Emilies jüdische Abstammung hatte. Reimanns Ehe blieb kinderlos; er adoptierte im Februar 1965 seine Kinder aus der Beziehung mit Emilie Landecker.
Im Jahr 2016 beauftragte die Familie Reimann den Historiker Paul Erker vom Institut für Zeitgeschichte der Ludwig-Maximilians-Universität München, die politische Vergangenheit der Familie sowie der Firma Joh. A. Benckiser GmbH zwischen den frühen 1920er Jahren bis 1945 zu erforschen. Im Januar 2019 teilte Erker der Familie als Ergebnis seiner Nachforschungen mit, dass Albert Reimann sen. und Albert Reimann jun. Antisemiten und überzeugte Anhänger Adolf Hitlers und des Nationalsozialismus waren und außerdem von der Kriegswirtschaft profitierten. Darüber hinaus kam es während der Zeit des NS-Regimes in den Werken des Unternehmens zu Gewalt und Missbrauch an Zwangsarbeitern. Im März 2019 deckte die Bild am Sonntag auf, wie stark die Reimann-Familie in das Nazi-System verstrickt war. Im Juni 2019 entschloss sich die Familie Reimann zur Gründung dieser Stiftung. Die frühere „Benckiser Stiftung Zukunft“ wurde in die Alfred Landecker Foundation überführt. Mit der Namensgebung will sie zur Bewahrung seines Andenkens beitragen und auch an die sechs Millionen ermordeten Juden während des Nationalsozialismus erinnern.

## Projektförderungen der Stiftung (Beispiele)

### Lehrstuhl an der Universität Oxford
2019 wurde an der Universität Oxford ein neuer Lehrstuhl eingerichtet, die Alfred Landecker Professur für Werte und Public Policy, auf die der Philosoph Jonathan Wolff berufen wurde. Im Dezember 2024 hat Tom Simpson die Professur übernommen.

### MARCHIVUM im NS-Dokumentationszentrum Mannheim
Die multimediale und interaktive Dauerausstellung „Was hat das mit mir zu tun?“ im MARCHIVUM erzählt die historische Entwicklung in Mannheim während der NS-Diktatur.

### Claude Lanzmanns Audio-Archiv am Jüdischen Museum Berlin
Im Rahmen der Förderung an das Jüdische Museum Berlin wird unveröffentlichtes Recherchematerial zu Claude Lanzmanns zweiteiligem Film „Shoah“ digital aufbereitet, erschlossen und zugänglich gemacht.

### Landecker Digital Memory Lab an der University of Sussex
Die Stiftung hat zusammen mit der Universität Sussex das Landecker Digital Memory Lab ins Leben gerufen. Das Lab soll als zentrale Plattform dienen, um Wissen über digitale Projekte zur Erinnerung an den Nationalsozialismus und den Holocaust zu sammeln.

### Partnerschaft mit der Universität zu Köln
Die Alfred Landecker Foundation unterstützt die interdisziplinäre Zusammenarbeit zwischen den Geschichts- und Völkerrechtswissenschaften an der Universität zu Köln. Durch die Förderung entstanden das Colleg Konrad Adenauer und die Gastprofessur Hans Kelsen Visiting Professorship for the History and Theory of International Law.

### Unterstützung des Bundesverband RIAS
Der Bundesverband RIAS setzt sich unter anderem für die Erfassung und Dokumentation antisemitischer Vorfälle und die Unterstützung von Betroffenen ein.

### Zeitenwende on tour – Münchner Sicherheitskonferenz
Die Stiftung unterstützt das von der Münchner Sicherheitskonferenz ins Leben gerufene Format Zeitenwende on tour, um mit den Menschen vor Ort den offenen Austausch über Deutschlands Sicherheits- und Europapolitik sowie den Umgang mit globalen Krisen zu suchen.

## Struktur
Andreas Eberhardt war 2019 Gründungsdirektor und bis Ende 2022 Geschäftsführer der Alfred Landecker Foundation. Seine Nachfolgerinnen sind Lena Altman und Silke Mülherr als Co-Geschäftsführerinnen. Vorstand der Stiftung und Vorsitzender des Stiftungsrats ist Peter Harf. Stellvertretende Vorsitzende ist Anna von Bayern.